# Orithales
Orithales is een geslacht van kevers uit de familie  
kniptorren (Elateridae).
Het geslacht is voor het eerst wetenschappelijk beschreven in 1858 door Kiesenwetter.

## Soorten
Het geslacht omvat de volgende soort:
- Orithales serraticornis (Paykull, 1800)